# Abertis
Abertis Infraestructuras, S.A. est une entreprise espagnole opérant principalement dans la gestion d'infrastructures routières et dans les télécommunications, filiale du groupe italien Atlantia SpA, devenu Mundys S.p.A. en 2023, appartenant au groupe Benetton.
Le groupe gère près de 8 600 kilomètres d'autoroutes dans 14 pays en Europe, Asie et Amérique.

## Historique
Fin 2002, la fusion des groupes Acesa et Aurea donne naissance à Abertis.
Le groupe espagnol emmène le consortium remportant l'appel d'offre lors de la privatisation de SANEF, aux côtés de la Caisse des dépôts, de Predica, du groupe Axa, et de FFP, holding de la famille Peugeot,.
Au cours de l'année 2017, Abertis prend le contrôle total de SANEF en rachetant les participations des autres actionnaires, en déboursant pour ces rachats environ 2,1 milliards d'euros,.
En mai 2017, Atlantia S.p.A. annonce le lancement d'une OPA sur le groupe Abertis de 16,341 milliards d’euros,. Le même mois, Eutelsat annonce la vente de sa participation de 33,7 % dans Hispasat à Abertis pour 302 millions d'euros. En octobre 2017, Hochtief annonce une offre d'achat sur Abertis pour 17,1 milliards d'euros, surenchérissant sur l'offre d'Atlantia.
En mars 2018, ACS, via sa filiale Hochtief, annonce acquérir Abertis en coopération avec Atlantia,.
En mai 2021, à la suite de l'écroulement du viaduc de Polcevera de Gênes en août 2018, le groupe Benetton doit céder le contrôle du groupe Autostrade per l'Italia à un groupement national italien dirigé par l'organisme bancaire public Cassa Depositi e Prestiti pour 9,1 milliards d'€uros. Cette imposition ne concernant que les concessions d'autoroutes italiennes, le groupe Atlantia transfère ses avoirs dans les nombreuses sociétés concessionnaires d'autoroutes dans le monde à Abertis qui devient le leader mondial du secteur avec un réseau de 9 125 km d'autoroutes dans 11 pays.
Récapitulatif des autoroutes gérées par Abertis au 31 décembre 2022 :
- Europe
  -  Italie - A4 Holding : 236 km
  -  France - SANEF : 1 769 km
  -  Espagne - Autopistas : 561 km
  -  Pologne - : 61 km

- Amérique Latine
  -  Brésil - Arteris : 3 200 km
  -  Chili - Viaschile : 640 km dont 200 km avec Costanera
  -  Argentine - Oeste : 175 km
  -  Mexique - RCO : 1 011 km

- Reste du monde
  -  Inde - Isadak : 152 km
  -  Porto Rico - Metropistas : 90 km
  -  États-Unis - Elisabeth river crossing : 12 km

## Présence et filiales

### Europe
- Espagne : Abertis gère plus de 1 500 km d'autoroutes espagnoles soit 59 % du réseau à péage du pays.
  - Acesa : 541 km de concession sur : AP-2, AP-7, C-31/C-32, C-33
  - Aumar : 468 km de concession sur : AP-4, AP-7
  - Avasa : 295 km de concession sur : AP-68
  - Iberpistas : 70 km de concession sur : AP-6
  - Aucat : 58 km de concession sur : C-32
  - Castellana (entreprise) : 51 km de concession sur : AP-51
  - Aulesa : 38 km de concession sur : AP-71
  - Invicat : 66 km de concession sur : C-32
  - Túnels : 41 km de concession sur : Tunnel du Cadí, Tunnel de Vallvidrera
- France :
  - Sanef (~90 %), depuis sa privatisation en 2005 : 1 250 km de concession sur : A1, A2, A4, A16, A26, A29
    - Sapn (99,97 %), filiale de Sanef : 368 km de concession sur : A13, A14, A29
    - Alis (11,67 %), filiale de Sanef : 125 km de concession sur : A28
    - A'lienor (35 %), filiale de Sanef : 150 km de concession sur : A65

  - Emovis (100 %), solutions de péage électronique et de mobilité intelligente.
  - Eurotoll (100 %), rachetée à Sanef en Mai 2017, leader du péage des poids lourds en Europe, Eurotoll fournit l’ensemble des supports : badges, cartes, vignettes nécessaires pour circuler sur les 50 000 km de réseaux à péage en Europe et donne accès aux remises maximales consenties. La société a été rachetée par le groupe italien Telepass SpA le 22 mars 2022[16].
- Irlande :
  - Bet'Eire Flow (100 %), filiale de Sanef à Dublin
- Royaume-Uni : 
  - Road Management Group (RMG) : 73 km de concession sur : A1-M et A419/417.

### Amérique
- Argentine :
  - Autopistas del Sol (Ausol)
  - Grupo Concesionario del Oeste (GCO) appelé également Autopistas del Oeste
- Chili : 
  - Elqui
  - Gesa
  - Rutas del Pacífico
  - Autopista Central
  - Autopista de Los Andes
  - Autopista del Sol
  - Autopista Los Libertadores
- Colombie :
  - Coviandes
- Porto Rico :
  - Autopistas de Puerto Rico (APR)
  - Metropistas

## Sources et références
1. 1 2 3  « Cuentas anuales consolidadas 2022 », sur abertis.com, 2022 (consulté le 28 septembre 2023)
2. ↑  BFM BUSINESS, « Autoroutes: Abertis renforce sa mainmise sur Sanef », sur BFM BUSINESS (consulté le 20 novembre 2017)
3. ↑  « Une fusion met fin à la «bataille des autoroutes» en Espagne », sur letemps.ch, 22 mai 2002
4. ↑  « Autoroutes : l'espagnol Abertis devient numéro trois européen », sur lesechos.fr, 23 décembre 2002
5. ↑  « L'Etat boucle la privatisation des autoroutes », sur lemonde.fr, 14 décembre 2005
6. ↑  « Abertis compte réintroduire à terme Sanef en Bourse », sur lesechos.fr, 30 mars 2006
7. ↑  « ABERTIS en passe de contrôler 100% des autoroutes SANEF », sur lefigaro.fr, 29 mars 2017
8. ↑  « Abertis prend le contrôle total de SaANEF », sur lefigaro.fr, 24 avril 2017
9. ↑  Autoroutes : deux exploitants européens vont fusionner, Le Monde, 15 mai 2017
10. ↑  Italy's Atlantia makes $18 billion toll road bid for Spain's Abertis, Reuters, 15 mai 2017
11. ↑  Satellites: Eutelsat cède sa part dans Hispasat, Le Figaro, 19 mai 2017
12. ↑  « ACS's Hochtief offers $20.1 billion for Spain's Abertis », sur Reuters, 18 octobre 2017
13. ↑  « ACS et Atlantia veulent faire ensemble d'Abertis le géant mondial des autoroutes », sur Le Figaro, 15 mars 2018
14. ↑  Michael Stothard, « Atlantia and ACS drop hostilities to agree joint deal for Abertis », sur The Financial Times, 14 mars 2018
15. ↑  (it) « 22 ans plus tard (trois après le tragique écroulement du viaduc Morandi de Gênes) Autostrade per l'Italia redevient une société publique », 31 mai 2021 (consulté le 18 août 2023)
16. ↑  (it) « Telepass rachète Eurotoll à Abertis-Atlantia, entreprise leader français du télépéage des poids lourds », sur be-bez.it, 22 mars 2022 (consulté le 15 avril 2023)